# پستال (بازی ویدیویی)
پستال یک بازی ویدئویی تیراندازی ایزومتریک از بالا به پایین است که توسط Running with Scissors توسعه یافته و توسط Ripcord Games در سال ۱۹۹۷ منتشر شده‌است. دنباله این بازی، پستال ۲، در سال ۲۰۰۳ منتشر شد. دو دنباله دیگر، پستال III و پستال ۴:بدون پشیمانی به ترتیب در سال‌های ۲۰۱۱ و ۲۰۲۲ منتشر شدند. کارگردان Uwe Boll حقوق این سری بازی را خرید و فیلمی به همین نام تولید کرد. انتشار مجدد بازی در مارس ۲۰۰۱، به نام پستال پلاس، شامل یک افزودنی «تحویل ویژه» بود. بازسازی این بازی، پستال ریداکس، در ۲۰ مه ۲۰۱۶ برای مایکروسافت ویندوز و بعداً برای فروشگاه‌های دیجیتال پلی استیشن ۴ و نینتندو سوییچ منتشر شد. در پایان سال ۲۰۱۶، کد منبع بازی تحت GNU GPL-2.0-only منتشر شد. در پایان سال ۲۰۱۹، Running With Scissors این بازی را به صورت رایگان منتشر کرد.